# Аэромобильная бригада (Шри-Ланка)
Аэромобильная бригада (Шри-Ланка) — структурное подразделение аэромобильных войск Армии Шри-Ланки. Это войска быстрого реагирования, созданные как высокомобильная бригада из парашютистов и аэромобильной техники, переносимых вертолётами. Аэромобильность обеспечивается вертолётами Ми-17 6-й эскадрильи Военно-воздушных сил Шри-Ланки.